# Max Unger (football américain)
(en) Statistiques sur pro-football-reference
Maxwell McCandless Unger, né le 14 avril 1986 à Kailua-Kona, est un joueur américain de football américain.
Il joue centre pour les Saints de La Nouvelle-Orléans en National Football League (NFL) depuis 2015. Il a auparavant joué aux Seahawks de Seattle (2009-2014) et était le centre titulaire lors de la victoire des Seahawks au Super Bowl XLVIII en février 2014.